# Manchester (Houston)
Manchester es un barrio en el sureste de Houston, Texas, Estados Unidos.
Manchester tiene 6 millas cuadradas (15,5 km²) de área. Se ubicada cerca del Houston Ship Channel, y muchas plantas químicas, refinerías e instalaciones de alcantarillado.

## Historia
Manchester se inició en los 1860s como un desvío. A partir de los 1970s el barrio era una zona industrial, y a partir de los 1980s la población se convirtió en una mayoría hispana/latina.
El Estado de Texas afirmó que, desde 2000, Manchester tiene los promedios anuales más altos de 1,3-Butadieno de todas las áreas de Texas. En el 27 de mayo de 2005 el estado abrió un monitor de contaminación en Manchester.

## Paisaje urbano
Los barrios de Manchester y Harrisburg tiene 455 casas en total. Los alrededores tienen plantas químicas, refinerías, instalaciones de aguas residuales, instalaciones de trituración de automóviles, y áreas de carga peligrosa. Las empresas Goodyear, LyondellBasell, Texas Petro-Chemicals, y Valero tienen propiedad de plantas.
El barrio es cerca de Magnolia Park.

## Gobierno
Manchester es en el Distrito I del Concejo de la Ciudad de Houston.

## Educación
El Distrito Escolar Independiente de Houston gestiona las escuelas públicas que sirven a Manchester. Las escuelas que sirven a Manchester:
- Escuela Primaria J. R. Harris[10]
- Escuela Secundaria Deady[11]
- Escuela Preparatoria Milby[12]

## Parque
Manchester tiene el Parque Hartman.